# STS-95
STS-95 e деветдесет и втората мисия на НАСА по програмата Спейс шатъл и двадесет и пети полет на совалката Дискавъри. Като член на екипажа лети първият испански гражданин Педро Дуке и е поставен рекорд за най-възрастен астронавт – 77-годишния ветеран Джон Глен.

## Екипаж
| Пост                           | Астронавт                                  |
| ------------------------------ | ------------------------------------------ |
| Командир                       | Къртис Браун пети космически полет         |
| Пилот                          | Стивън Линдзи втори космически полет       |
| Специалист на мисията 1        | Педро Дуке (ESA) първи космически полет    |
| Специалист на мисията 2        | Скот Паразински трети космически полет     |
| Командир на полезния товар     | Стивън Робинсън втори космически полет     |
| Специалист на полезния товар 1 | Чиаки Мукаи (NASDA) втори космически полет |
| Специалист на полезния товар 2 | Джон Глен втори космически полет           |

## Полетът
STS-95 е дванадесети полет на модула Спейсхеб, седми в единична конфигурация. Той е разположен в предната част на товарния отсек на совалката и е свързан чрез тунел с кабината на совалката. В него се провеждат експерименти, спонсорирани от NASDA и ESA в областта на медицината, биологията, технологични експерименти в условията на микрогравитация и наблюдение на Земята.
На 1 ноември екипажът на совалката извежда в орбита научноизследователския спътник SPARTAN (от английски: Shuttle Pointed Autonomous Research Tool for Astronomy) за наблюдение на слънчевата корона и изследване на слънчевия вятър. Това е неговия пети полет (за първи път през 1993 г., мисия STS-56). Поради неуспешния му четвърти полет по време на мисия STS-87 през 1997 г. сегашната програма е нейно повторение. След две денонощия автоматична работа на апарата, той е захванат с манипулатора на совалката и върнат в товарния отсек на совалката.
В товарния отсек на совалката се намира още и платформа HOST (от английски: Hubble Orbital Systems Test), върху която са разположени различни устройства и инструменти, предназначени за следващата трета обслужваща мисия на совалка към телескопа Хъбъл. Така се проверява тяхната пригодност за работа в космоса.
Астронавтът Джон Глен става най-възрастният човек, летял в космоса, както и третия политик, извършил това. Първият е сенатор Едуин Гарн, мисия STS-51D, а втория е сенатор Уилям Нелсън – STS-61C.

## Параметри на мисията
- Маса на совалката при приземяването: 103 322 кг
- Маса на полезния товар:11 130 кг
- Перигей: 550 км
- Апогей: 561 км
- Инклинация: 28,45°
- Орбитален период: 96.0 мин